# No Life ’Til Leather
No Life 'Til Leather – czwarte demo thrashmetalowego zespołu Metallica wydane 6 lipca 1982 roku.

## Lista utworów
1. „Hit the Lights” - 4:18
2. „The Mechanix” - 4:28
3. „Motorbreath” - 3:18
4. „Seek & Destroy” - 4:55
5. „Metal Militia” - 5:17
6. „Jump in the Fire” - 3:51
7. „Phantom Lord” - 3:33

## Wykonawcy
- James Hetfield – śpiew, gitara rytmiczna
- Lars Ulrich – perkusja
- Ron McGovney – gitara basowa
- Dave Mustaine – gitara prowadząca